# 曇無讖
曇無讖（どんむせん、どんむしん、梵: Dharmakṣema [ダルマクシェーマ]、曇摩讖、曇無羅讖とも、漢訳名：法楽、385年 - 433年）は、中インド出身の 訳経僧である。彼の威徳を称して讖師と呼ばれることもある。

## 生涯
385年に生まれ、6歳にして父を失い、母の意志により、道俗に崇（あが）められ利養豊かといわれた達摩耶舎（だるまやしゃ）の弟子となった。はじめは部派仏教を学び、10歳を数える頃には「天性聡敏にして群を出でる」といわれ、日々数多ある経典の語を暗誦し、くわえて五明を修習し、講説雄弁にしてよく人々の疑問に答えたといわれる。
後に白頭の禅師に遇い、論議交諍するも十旬にて曇無讖が屈伏したことで、禅師に今後学ぶべき経典を問うと、禅師から樹皮に書かれた涅槃経を授与した。なお、この涅槃経がどれだけの品数があったのかは不明だが、「出三蔵記集」の僧祐は前分12巻、「高僧伝」の慧皎は前分10巻と記している。仏教学の布施浩岳によれば、北本40巻の12巻とは聖行品第7の途中で、10巻とは一切大衆所問品第5で終わり、それを授けられた曇無讖が驚嘆して部派仏教から大乗に転向し、弘通せしめる国を求めて行脚の旅に着くほどであれば、五行の教理展開される途中で切れてしまう経本とは考えられず、前分とは10巻の説が自然に考えうる説であろうと推察している。
ともかく、彼は禅師から得た涅槃経を読んで驚悟したが、後に生涯にわたり涅槃経を訳すために追い求めたのはここに由来する。それまで自身の見識の狭さを恥じた曇無讖は、もっぱら大乗を学ぶようになり、20歳にして部派大乗経200余万言を誦して、また「時人為に号して大呪師となす」との評判を得られるようになった。
この頃の彼はすこぶる壮烈な意気を有していたことが知られ、エピソードとして次のようなものが残っている。彼の従兄はよく象を調教していたが、王が所有する白い耳の大象を殺したことから怒りに触れ、ついに殺されたが、敢えて見たものがある者は三族を夷にすると宣告した。したがって親族といえども往くものがなかったが、曇無讖が慟哭しこれを葬るや、王は怒って彼を殺そうとした。そこで彼は従容として、「王は法をもって殺され、我は親をもって葬った、いずれも大義に違せざるに怒らるるは何ぞや」と問うた。王はその神色自若たるに感じ、その志気を奇特として留めて供養したという。
彼は西域で大呪師といわれたが、その事例の一つに、ある時、王に随って入山した際、王が渇望して水を求めたが得られず、曇無讖が山中の枯石に呪して清水を湧き出だせ、王の喉の渇きを潤した、などと、その法力の霊験あらたかなことから王より尊重優遇されていたといわれる。
後に曇無讖は謀られて誣告され王の怒りを買った。そのため殺されると思い、涅槃経や菩薩戒経、菩薩戒本などを携えて中インドから離れ遊行に出た。ガンジス河を遡るようにカシミール地方に入るも、同地域では部派仏教が流行していたため涅槃経が許容されず、出地してパミール高原の山地を越えて東に向かい、天山山脈の南にある亀茲国、鄯善国（中国の新疆省附近）、敦煌に到り、しばらく滞在した
数年後には涼州姑臧に赴いた。一説にこの地へ赴いたのは、北涼の国王（河西王とも）沮渠蒙遜（そきょもうそん）が敦煌を平定した（416年～423年）後に、曇無讖と出遭い丁重に涼州に迎え入れたとも言われている。しかし涼州入国後の曇無讖の訳した経典の量が膨大だったこと、また後に涅槃経中分以下の巻を捜し訪ねて故郷に向かって旅する期間とを考慮すると、その数年後（412年）に一介の遊方僧として涼州姑臧に到った説があり、これが事実で正しいと考えられている。
その姑臧に入った玄始元年の頃（412年）、曇無讖と涅槃経に次のような伝説が残っている。当時、一般の旅人が宿泊する伝舎に泊まったおり、用心の悪い宿屋であったため、貴重で大事な涅槃経を失ってはいけないと自らの枕にして寝たが、夜半になって誰かがその経典を牽（ひ）いては枕から外して地に置くものがいた。これが３か晩続いたことから、曇無讖は盗賊かと驚いて覚醒した。すると空中より厳かな声で「これ、如来解脱の蔵なり。何を以ってか之（これ）に枕する」と叱咤された。曇無讖は自省・漸悟して、高い処に置いて寝た。そして夜更けにまさしく涅槃経を盗みを企てた盗人が忍び込み持ち去ろうとしたが、いかほど力を込めて動かそうとしても経典を持ち上げられず、あきらめて退散した。翌朝になり何も知らない曇無讖は、涅槃経を重いとも思わず軽々と持って立ち去った。この曇無讖を見た盗人は、「聖人ならん」と感嘆したという。この話が巷に広まると彼の風評が高まり、当の河西王・沮渠蒙遜が聞き及ぶことになり、曇無讖に相見（まみ）え、王は涅槃経の威力絶大なるにして訳出を願い請うた。
涅槃経をはじめ多くの経典をこの涼州姑臧で訳出することになるが、王・蒙遜は「素（もと）より大法を奉じ、志（こころざし）弘通（ぐつう）に在（あ）りたれば、請うてその経本を出ださしめんとせるも、讖は未だ土語（漢語）に参ぜず、また伝訳（の出来る者）無かりしを以て、言の理に舛（たが）わんことを恐れて、即ち翻ずることを許せさりき」と、言語に通じてから訳すよう命じたという。
こうして言語を学ぶこと3年、大般涅槃経の前分を翻訳した。なお玄始元年を北涼入国とすれば、玄始3年（414年）に翻訳した計算になる。ちなみに法顕三蔵が六巻泥洹経（法顕本といわれる涅槃経）を携帯し前後15年の長旅より帰還し「法顕伝」を著した年に相当する。また法顕が中国からインドに向けて時、曇無讖はその逆を辿っていることになる。
涅槃経の訳出に関しては、サンスクリット原典を手に執り、口に秦言（中国の語）を宣べ、慧嵩がこれを筆受したと伝えられ、また道朗の協力も得て「菩薩戒経」なども割り合い早い時期に訳出されている。曇無讖は訳僧として知られるが、実際は戒法を授けて他の僧侶を導いたという記録もあり、その門下には張掖（ちょうえき）にあった沙門の道進など数十人あまりに授法したのをはじめ、その数は次第に増え1000人余りを数えたという。この頃には彼は呪術とその才から「北涼の至宝」とまで呼ばれた。
ある時、曇無讖は蒙遜に「鬼ありて国内に入る、必ず災疫多からん」と予言、言上した。しかし王はこれを信じなかったため、王に術をかけて透視せしめるや、王は驚き怖れた。曇無讖は「宜しく潔誠斎戒し、神咒もて之を駆るべし」と対処することを決意し、早々に咒を読誦して3日経ち、曇無讖は「鬼は北に去った」と告げた。しばらくして「北の国境外に疫病で死する者万数あり」との知らせがあり、王はますます彼を敬待厚遇したという。
のち、「海龍王経」四巻などを訳出するなど、彼によって翻訳された経典は20部を数えた。しかし肝心の涅槃経にいまだ中分以降が存在するとの噂を聞き知り、再び自らの母国であるインドへ戻ると、折りしも一人残っていた母親の臨終に遇い、歳余逗留することになった。しかしてその後は再び涅槃経中分以降を尋ね歩き、雪を頂く葱嶺（パミール高原）を渡り于闐（ホータン）に到り、ついに獲得して涼州姑臧に戻った。しかしてすべてを翻訳し終えたかと思いきや、また涅槃経の残部があると伝え聞きた彼はその所在が明らかであることから、今度は使徒を遣わせて取り寄せ、計3回の分訳を経て、北涼玄始10年（421年）の10月に大般涅槃経北本が完成した。
彼の威力は他国でも知られ、魏の世祖太武帝拓跋燾は、その道術を知るや使徒を遣わし迎えようと、蒙遜に「もし讖を渡さずば兵を加えるべし」と恫喝した。蒙遜は自力が魏より非力なるを考え、命を拒むわけにいかないことを承知していたが、さればとて彼を渡せば彼が魏のために謀略を立てると過信し、その決断に困りついに彼を暗殺することにした。一方、曇無讖は涅槃経の訳出は終わっていたが、折も折、外国から来た曇無発なる僧が「この経の品数は未だ尽されていない」と言ったのを聞いたことから、これを完全せしめんと誓い、王・蒙遜に出国を願い出た。蒙遜はその志を表面上で許し、偽って宝貨を贈り壮行した。その時、すでに曇無讖自身は不慮の災難が降りかかることを予期し、出発前の数日前に涙して「讖の業対将に至らんとす、衆聖も救う能（のたま）わず、もと心誓あるを以て義として停まるべからず」と述べて、衆に別れを告げて出発した。しかして40里を過ぎたあたりで、蒙遜の遣わした刺客のために殺害されたと伝えられる。往年49歳。
彼の翻訳した経典は、大般涅槃経40巻をはじめ、大集経、大雲経、大虚空蔵経、海龍王経、金光明経、悲華経、優婆塞戒経、菩薩地持経、菩薩戒経、菩薩戒本などが知られている。

## 伝記資料
- 『高僧伝』巻3